# مارگانتسه (ورانگه)
مارگانتسه (به صربی: Margance) یک منطقهٔ مسکونی در صربستان است که در ورانیه واقع شده‌است. مارگانتسه ۲۰ نفر جمعیت دارد.